# Dobrosýn
Dobrosýn (ucraniano: Доброси́н) es un municipio rural y pueblo de Ucrania, perteneciente al raión de Leópolis en la óblast de Leópolis.
Pese a ser un municipio rural, posee la peculiaridad de incluir en su territorio como pedanía un asentamiento de tipo urbano, Mahériv, por lo que el municipio es conocido a veces como Dobrosýn-Mahériv (Добросинсько-Магерівська сільська громада). En 2020, el municipio tenía una población de 16 238 habitantes, de los cuales unos dos mil vivían en el pueblo de Dobrosýn, otros dos mil en Mahériv y los doce mil restantes repartidos en 34 pequeños pueblos. El municipio se creó en la reforma territorial de 2020 mediante la fusión del ayuntamiento urbano de Mahériv con varios consejos rurales colindantes del raión de Zhovkva.
Se conoce la existencia del pueblo de Dobrosýn en documentos desde 1414. En el siglo XIX era ya un pueblo de unos mil cuatrocientos habitantes, habitado casi exclusivamente por greco-católicos. Antes de la fundación del actual municipio en 2020, Dobrosýn era sede de un consejo rural en el raión de Zhovkva, que únicamente incluía como pedanías a Záryshche, Kachmarí, Pyly y Pidderévenka.
El pueblo se ubica unos 10 km al noroeste de Zhovkva, sobre la carretera M09 que lleva a Rava-Ruska.